# Jean-Luc Déjean
Pour les articles homonymes, voir Dejean.
Jean-Luc Déjean, né à Montpellier le 10 mai 1921 et mort le 12 septembre 2006, est un professeur de lettres classiques, producteur d'émissions télévisées (documentaires et émissions pour la jeunesse) et écrivain français.

## Œuvres
Romans et œuvres destinées à la jeunesse
- Le premier chien
- Le Maître des chiens
- Les chevaux du roi
- Les lions de César
- Les Voleurs de pauvres (Prix Fénéon 1954)
- Bella des garrigues
- Mémoires d'un menteur
- Honneur aux assassins
- Les loup de la croisade
- Le cousin de Porthos
- Les Dames de Byzance
- L'Impératrice de Byzance
- Les légions de Byzance
- Le Pic et la Poudre
- Où est passé le chat ?

Biographies
- Clément Marot
- Marguerite de Navarre
- Les comtes de Toulouse (1050-1250) 1979

Essais
- Le théâtre français d'aujourd'hui (1945-1974)
- Le théâtre français d'aujourd'hui (1945-1985)

Poésie
- La Feuille à l'envers